# Cuatro contra el mundo
Cuatro contra el mundo es una película dramática mexicana de 1950 dirigida por Alejandro Galindo y protagonizada por Víctor Parra y Leticia Palma.

## Sinopsis
La banda de Paco (Víctor Parra), formada por Máximo (Tito Junco), Toni (José Pulido), «el Lagarto» (Manuel Dondé) y «el Riendas», asalta una camioneta que transporta dinero. Matan a dos hombres y en el ataque muere también «Riendas» y «Lagarto» sufre heridas. Para curar a este último, la banda lo lleva a la casa de Lucrecia (Leticia Palma), una chica pueblerina y amante de Máximo. A pesar de los esfuerzos para sanar a «Lagarto», éste muere. Una mesera busca a Toni, pero Lucrecia la despide asegurando no saber nada de él. Toni coquetea con Lucrecia a pesar de que ella rechaza sus avances. A su vez, Lucrecia coquetea con Paco, quien no permite la violencia de Máximo hacia ella. Éste hace que Toni huya, fingiendo llevarse el dinero y muere en un accidente. Lucrecia le confiesa a Paco que Máximo tiene el dinero. Esto ocasiona una pelea en la que muere Máximo. Lucrecia y Paco huyen pero él muere en un enfrentamiento con la policía.

## Temas
El crítico de cine Emilio García Riera afirma que la película tiene una fuerte influencia del izquierdismo del director Alejandro Galindo. La película le permitió representar en un escenario relativamente reducido a un delito como expresión de las tendencias reaccionarias.